# واشان
واشان نام روستایی است در دهستان شاخن از توابع بخش مرکزی شهرستان بیرجند، واقع در استان خراسان جنوبی که بر پایه سرشماری عمومی نفوس و مسکن در سال ۱۳۸۵ جمعیت آن ۶۲۲ نفر (در ۱۶۲ خانوار)  و طبق سرشماری عمومی نفوس و مسکن در سال ۱۳۹۵ جمعیت آن ۳۹۸ نفر (در ۱۲۲ خانوار) بوده‌است.

## اماکن تاریخی مذهبی
۱_مسجد جامع باشکوه واشان؛ که داخل روستا میباشد
۲_ مزار نوغاب؛ که در ۲ کیلومتری روستای واشان قرار دارد ومردم این روستا به مناسبت‌های مختلف در این مزار گردآمده و اقدام به برپایی مراسم از جمله پختن آش و قلور و پخش وتوزیع آن در بین مردم می‌نمایند. 

## محصولات کشاورزی
از محصولات مهم کشاورزی این روستا می‌توان زرشک، آلو و بادام را نام برد. مردم این روستا از طریق کشاورزی و دامداری گذران زندگی می‌نمایند.

## مسیر های دسترسی
گرچه واشان در انتهای مسیر آسفالته است ولی از سمت سه شهرستان (بیرجند، قاینات و زیرکوه) راه دارد. مسیر اصلی از بیرجند، جاده ارین شهر به گازار و مسیر دوم از قاین جاده کلاته بالا به سمت شاخن و مسیر سوم از شهرستان زیرکوه جاده اسفدن _ ٠افین به زردان و نخرود به واشان منتهی میشود.